# De Beeckman (geslacht)
De Beeckman is de naam van een Zuid-Nederlands, later Belgisch, adellijk geslacht dat in 1963 uitstierf.

## Geschiedenis
De familie de Beeckman voert haar afstamming terug op Gillis Beeckman (1382-1466), die eveneens de voorvader is van de familie Beeckman de Crayloo die in de pauselijke adel werd opgenomen, waarmee de familie niet verward dient te worden.
In 1630 werd een lid van het geslacht in de adelstand verheven; dit werd in 1637 bevestigd. In 1714 werd de titel van Ridder van het Heilige Roomse Rijk verleend, in 1774 gevolgd door de titel van baron.
In 1735 werd Ferdinand-Filip van Beeckman, heer van Delval, toegelaten in Brussel tot het geslacht Serhuyghs.
In 1760 werd baron Jan-Hendrik-Jozef van Beeckman de Vieuxsart, toegelaten in Brussel tot het geslacht Serhuyghs.
In 1816 werd Maximilien Henri Ghislain baron de Beeckman (1781-1834) benoemd in de ridderschap van Zuid-Brabant met de titel van baron bij eerstgeboorte. Zijn broer, Auguste baron de Beeckman (1786-1876) werd in 1822 erkend te behoren tot de Nederlandse adel, eveneens met verlening van de titel van baron bij eerstgeboorte. Met een achterkleindochter van de laatste stierf het geslacht in 1963 uit. In 1842 verkregen de twee jongere zonen van Auguste de Beeckman eveneens de titel van baron met overgang op de eerstgeborene.

## Enkele telgen
Ferdinand baron de Beeckman de Schoore (1740-1816), burgemeester van Leuven
- Maximilien Henri Ghislain baron de Beeckman (1781-1834), onder andere gouverneur van Henegouwen
- Auguste baron de Beeckman (1786-1876), lid van provinciale en gedeputeerde staten van Brabant
  - Léon baron de Beeckman (1812-1849), verkreeg in 1842 vergunning om al tijdens het leven van zijn vader de titel baron te voeren
    - Albert baron de Beeckman (1842-1905)
      - jkvr. Rosalie de Beeckman (1877-1963), laatste van haar geslacht; trouwt 1897 Philippe de Lannoy (1866-1937). Zij zijn de overgrootouders van gravin Stéphanie de Lannoy, de echtgenote van prins Willem, erfgroothertog van Luxemburg.

  - Frédéric Joseph Ghislain baron de Beeckman (1815-1845), diplomatiek attaché
  - Ferdinand Charles Ghislain baron de Beeckman (1817-1869)
    - Adelin Humbert Ferdinand Ghislain baron de Beeckman (1842-1877), stierf zonder nakomelingen
    - Marie Ghislain Auguste Arthur Fernand baron de Beeckman (1845-1918), trouwt Emilie Wittouck, stierf eveneens zonder nakomelingen